# Étienne-Pierre-Adrien Gois
Étienne-Pierre-Adrien Gois llamado Étienne padre (nacido el 1 de enero de 1731 en París; íbid, 3 de febrero de 1823) es un escultor francés.

## Biografía
Alumno de Étienne Jeaurat, Gois estudió también en el taller de Michel-Ange Slodtz. En 1757, recibe el primer gran Premio de Roma por un bajorrelieve que lleva por título Tullie faisant enlever les morts. Al final de su estancia en el palacio Mancini, talla un busto de La Douleur, obra que presentó tres años después en un salón parisino y obtiene un gran éxito por ello.
A su regreso de Roma, donde hizo fructíferos estudios fue designado por la Académie royale de Peinture como miembro el 26 de octubre de 1765 y nombrado académico el 23 de febrero de 1770 con el busto en mármol de Luis XV destinado a adornar la sala de sesiones de la Academia y con el modelo en terracota de Aristeo llorando la partida de sus abejas; este oscuro fragmento le había sido impuesto inicialmente antes de que se hiciese cargo del busto del rey. El 27 de julio de 1776, la Academia le nombra profesor adjunto. En 1788 dona a la Academia un modelo realizado por él mismo de un caballo desollado. 
Su hijo, Edme-François-Étienne Gois fue su discípulo.

## Obras
- La Douleur  (1764), busto, mármol, París, museo del Louvre
- La Justice  (1783), estatuilla, terracota, París, museo del Louvre
- Mathieu Molé (1584-1656), premier président del Parlement de París, garde des Sceaux  (1789), estatua, mármol, París, museo del Louvre
- La Justice (Salon de 1785), estatua, escayola, Tribunal de grande instance de París, en el Palacio de Justicia de París
- Retrato de Luis XV, rey de Francia y de Navarra (1710-1774) (1770), busto, mármol, Versailles, Palacio de Versallescastillo de Versailles y de Trianon mármol, Versailles, castillo de Versailles y de Trianon
- Michel de L'Hospital, canciller de Francia (1505 -1573) (Salón de 1777), estatua, mármol, Versailles, castillo de Versailles y de Trianon
- Retrato de Michel de L'Hospital, canciller de Francia (1505 -1573) (Salón de 1801), busto en Hermes, mármol, Versailles, castillo de Versailles y de Trianon
- Mujer llorando apoyada sobre una urna, estatuilla, terracota, Bayonne, museo Bonnat
- La liberación de San Pedro, dibujo, Dijon, museo Magnin
- El sacrificio de Ifigenia, dibujo, Dijon, museo Magnin
- (?) San Nicolás, bajo relieve, mármol, Sens, Catedral de Saint-Étienne
- Juramento de los nobles frente a la Cámara de las Cuentas, bajo relieve que se encontraba encima de la puerta de la Chambre des Comptes
- San Vincente, estatua en el coro de la Iglesia de Saint-Germain-l'Auxerrois
- San Jacques y San Philippe predicando y curando las enfermedades, bajo relieve que estaba destinado a la Iglesia de San-Philippe-du-Roule, pero que, tras la Revolución, fue colocado en el Museo des Petits-Augustins.

## Retratos de este escultor
- Anónimo, Gois, (Étienne Pierre Adrien). escultor nacido en 1731, estampa, Versailles, Palacio de Versailles y de Trianon
- Anónimo, Étienne Pierre Adrien Gois, estampa, Versailles, Palacio de Versailles y de Trianon